# Ігнасіо Урібе
Ігнасіо Урібе (ісп. Ignacio Uribe Etxebarria, нар. 27 грудня 1933, Більбао) — іспанський футболіст, що грав на позиції нападника.
Виступав, зокрема, за клуб «Атлетік Більбао»,в якому став чемпіоном Іспанії і триразовим володарем Кубка Іспанії з футболу. 

## Ігрова кар'єра
Ігнасіо Урібе народився на околиці Більбао, поселенні Індаучу в родині медика, колишнього гравця мадридського «Реалу» та «Атлетика». Син пішов по стопах свого батька, Луїса Марії де Урібе Ечебаррії (Luis María de Uribe Echebarría) і юначі роки провів за команду свого містечка — «Індаучу», в якій провів два сезони (1951-52 та 1952-53 роки). 
В 1953 році у нього починається дорослий футбол, адже він перейшов до головної команди-легенди басків «Атлетіка Більбао», за яку відіграв 10 сезонів.  У складі «Атлетика» був одним з головних бомбардирів команди, маючи середню результативність на рівні 0,34 гола за гру першості. За цей час виборов титул чемпіона Іспанії. Завершив професійну кар'єру футболіста виступами за команду «Атлетик» у 1963 році, коли мав лише 29 років (як і його батько, який в 28 років полишив футбол заради сім'ї та фаху лікаря).

## Титули і досягнення
- Чемпіон Іспанії (1):

«Атлетік Більбао»:  1955-1956
- Володар Кубка Іспанії з футболу (3):

«Атлетік Більбао»:  1955, 1956, 1958